# Wangford with Henham
Wangford with Henham is een civil parish in het bestuurlijke gebied East Suffolk, in het Engelse graafschap Suffolk. In 2001 telde het dorp 618 inwoners.